# Шахновский, Василий Савельевич
Василий Савельевич Шахновский (род. 23 ноября 1957, Москва) — советский и российский предприниматель, менеджер, политик, один из акционеров НК «ЮКОС», бывший заместитель председателя объединённого правления НК «ЮКОС», президент компании «ЮКОС-Москва», председатель правления ЗАО «Объединенная компания „ЮКОС-Роспром“», совладелец Group MENATEP.

## Биография
Василий Шахновский родился 23 ноября 1957 года в Москве.
В 1979 году окончил Московский институт электронного машиностроения по специальности «автоматика и электроника».
С 1979 по 1989 год работал в Институте атомной энергии имени Курчатова. В 1986 году участвовал в ликвидации последствий аварии на Чернобыльской АЭС.
С 1989 года по 1990 год работал инженером треста «Моспромтехмонтаж». Являлся одним из активистов Московского партклуба при Севастопольском РК КПСС — родоначальника «Демократической платформы в КПСС»
В 1990—1993 годах был депутатом Моссовета.
В период с 1991 по 1997 год работал управляющим делами мэрии г. Москвы.
С 1996 года становится членом московского правительства. В 1994 году возглавил комиссию по разработке Устава города Москвы.
В 1996 году был руководителем предвыборного штаба мэра Москвы Юрия Лужкова, входил в предвыборный штаб Бориса Ельцина, впоследствии получил благодарность президента России.
В 1997 году был избран заместителем председателя правления ЗАО «Объединенная компания „ЮКОС-Роспром“», позднее — председателем правления.
С 1997 года по октябрь 2003 года работает заместителем председателя объединённого правления НК «ЮКОС».
В 1998 году стал заместителем председателя правления ООО «ЮКОС-Москва», а с 2000 года — президент компании. В 1998—1999 годах также входит в состав Совета директоров ОАО «Банк МЕНАТЕП».
27 октября 2003 года Законодательный Суглан Эвенкии избрал Шахновского членом Совета Федерации Федерального Собрания РФ от Эвенкийского автономного округа.
17 октября 2003 года Генеральная прокуратура России предъявила Шахновскому обвинение в совершении преступления (уклонение физического лица от уплаты налогов). Предприниматель обвинялся в неуплате в 1999—2000 годах налогов на сумму более 28,5 миллиона рублей, ещё 24 миллиона были начислены Шахновскому инспекцией МНС в виде пеней и штрафов. Ему также было предъявлено обвинение по части 2 статьи 327 Уголовного кодекса РФ «Неоднократная подделка официальных документов, представляющих ему права и освобождающих его от обязанностей в целях их использования».
6 ноября 2003 года решение об избрании Шахновского в Совет Федерации было отменено Красноярским краевым судом из-за нарушения процедуры избрания. 24 ноября 2003 года Шахновский написал заявление с просьбой о досрочном прекращении своих полномочий в должности члена Совета Федерации указав, что сложившаяся вокруг его имени ситуация не позволит ему достойно представлять интересы Эвенкии в высшем законодательном органе страны.
В ноябре 2003 года Шахновский полностью возместил причинённый ущерб и был освобождён от уголовной ответственности.
В 2003 году Шахновскому принадлежало 7 % акций компании Group MENATEP Limited (Гибралтар), которой в то время принадлежал контрольный пакет нефтяной компании «ЮКОС» (по данным, опубликованным в июле 2002 года).
В настоящий момент — пенсионер, проживает в Швейцарии. Увлекается путешествиями, за короткое время посетил два полюса Земли. В 2018 году поднялся на вершину Эвереста.

## Семья
Женат вторым браком (с 2003 года), трое детей. Дочь, Юлия Шахновская, бывший директор Политехнического музея (с 2013 по 2020 год).

## Состояние
В 2003 и 2004 годах Василий Шахновский был включён журналом Forbes в глобальный список миллиардеров (с местами 427 и 310 и состоянием в 1 миллиард долларов США и 1,8 миллиардов долларов США соответственно).

## Награды
- 1993 год — Медаль «Защитнику свободной России» (9 ноября 1993 года) — за исполнение гражданского долга при защите демократии и конституционного строя 19-21 августа 1991 года[14]
- 1996 год — Благодарность Президента Российской Федерации (9 июля 1996 года) — за активное участие в организации и проведении выборной кампании Президента Российской Федерации в 1996 году[15].
- 1997 год — Орден Почёта (6 октября 1997 года) — за большой вклад в укрепление экономики, развитие социальной сферы и в связи с 850-летием основания Москвы[16][2][4].

## Ссылка
- Василий Шахновский. Интервью. Эхо Москвы (7 апреля 1997). Дата обращения: 18 января 2011. Архивировано из оригинала 14 марта 2016 года.
- Василий Шахновский равноудалился. № 197 (2800). Газета «Коммерсантъ» (28 октября 2003). Дата обращения: 18 января 2011.